# Кафана Шишко
Кафана Шишко се налазила у Београду, у улици Краља Милана 45, па 33. Потом Престолонаследников трг 29, на углу Теразија и Краља Александра.

## Историјат
Кафана Шишко је отворена 1835. године. Име је добила по Стевану Јовановићу Шишку који је прво био закупац кафане од 1860. до 1879. године, а затим и власник од 1880. године.
Кафана је прво била намењена сељацима, трговцима и кириџијама који су долазили због трговине јер је у близини постојала сточна пијаца и вашариште на плацу данашње Скупштине Србије. Кафана је у свом саставу имала и штале за стоку и кола. 
У првој деценији двадесетог веке ова пијаца се уклања и кафана тада постаје градска кафана и пивница. Шишкова кафана тада постаје и гурманска кафана са многим мезелуцима. Након Првог светског рата Кафана Шишко постаје место окупљања интелектуалаца. Мика Алас и његово друштво је имало сто у Кафани Шишко.
Током Другог светског рата кафана је срушена из урбанистичких разлога.

## Власници кафане
- Анђелко Алексић Ћоса - око 1860. године
- Стеван Јовановићу Шишко - 1880. године
- Љубица Јовановић - 1912. године
- Радов.Савић - 1922. године
- Светолик Јовановић - 1933. године[1]